# Baron Strucker
Baron Wolfgang von Strucker is een fictieve superschurk uit de comics van Marvel Comics. Hij werd bedacht door schrijver Stan Lee en tekenaar Jack Kirby. Strucker verscheen voor het eerst in Sgt. Fury and his Howling Commandos #5 in januari 1964.
Strucker is van oorsprong een mens zonder bovenmenselijke gaven, een kampioen in mensuur. Een door Arnim Zola gemaakt wapen genaamd Satan Claw (een metalen handschoen) maakt hem bovenmenselijk sterk en stelt hem in staat om stralen energie af te vuren. Strucker is hoogst intelligent en in fysieke topvorm. Hij is een meester gevechtskunstenaar met de blote hand, geweren en zwaarden. Na zijn oorspronkelijke overlijden in Strange Tales #158 liet Red Skull hem verrijzen met behulp van de Death Spore Flower, die zich daarbij hechtte aan zijn DNA. Sindsdien veroudert hij vrijwel niet, is hij verminderd kwetsbaar, geneest hij extreem snel en kan hij het Death Spore Virus afscheiden om anderen te verzwakken of schade te berokkenen.

## Biografie
Strucker werd eind negentiende eeuw geboren binnen een welgestelde Pruisische familie. Hij vocht aan Duitse zijde tijdens de Eerste Wereldoorlog, waarbij hij voor het eerst in aanraking kwam met de Momentary Princess. Dit is een juweel gemaakt in 2084 en daarna teruggezonden in de tijd, dat een schat aan kennis over de geschiedenis van de mensheid bevat. Zo zag Strucker dat hij in de toekomst de leider van HYDRA zou worden. Hij vocht voor de nazi's in de Tweede Wereldoorlog, maar viel na verloop van tijd in ongenade bij de Gestapo. Red Skull hielp hem daarna om Duitsland te ontvluchten. Hij voegde zich vervolgens bij een organisatie die hij later met behulp van Arnim Zola omturnde tot HYDRA.
Strucker is de vader van drie kinderen die ook een rol zouden gaan spelen in het Marvel-universum: oudste zoon Werner von Strucker (eerste verschijning in september 1989) en tweeling Andrea en Andreas von Strucker (eerste verschijning in juni 1985).

## In andere media

### Marvel Cinematic Universe
Strucker verschijnt sinds 2014 in het Marvel Cinematic Universe (als Baron von Strucker). Hierin wordt hij gespeeld door Thomas Kretschmann en heeft hij geen speciale gaven. Een jongere versie van Strucker is te zien in de televisieserie Agents of S.H.I.E.L.D., waarin hij wordt gespeeld door Joey Defore.
- Captain America: The Winter Soldier (2014, tijdens een scène midden in de aftiteling)
- Avengers: Age of Ultron (2015, als commandant van een HYDRA-locatie in Sokovia)
- Agents of S.H.I.E.L.D. (aflevering 15 van seizoen 5, 2018, als jonge man)

### Overige films
- Nick Fury: Agent of S.H.I.E.L.D.

### Televisieseries
Hij is ook te zien in een aantal animatieseries, zoals The Avengers: Earth's Mightiest Heroes, The Super Hero Squad Show, Lego Marvel Super Heroes: Avengers Reassembled en Avengers Assemble.

### Videospellen
Strucker is een personage in de computerspellen Captain America: Super Soldier (als eindbaas) , Marvel Avengers Alliance (als eindbaas), Lego Marvel's Avengers (als speelbaar personage) en Marvel Avengers Alliance (als eindbaas).